# Anna Kendrick
Anna Cooke Kendrick (Portland, 9 d'agost de 1985) és una actriu i cantant nord-americana. Va començar la seva carrera com a nena actriu a produccions de teatre. El seu primer paper important va ser al musical de Broadway de 1998 «High Society», gràcies al qual va guanyar una nominació a un Premi Tony a la millor actriu de repartiment de musical. El seu debut al cinema va ser a la comèdia musical «Camp», de 2003.

## Filmografia

### Pel·lícules
| Any  | Títol                                   | Paper                  | Notes           |
| ---- | --------------------------------------- | ---------------------- | --------------- |
| 2003 | Camp                                    | Fritzi Wagner          |                 |
| 2007 | Rocket Science                          | Ginny Ryerson          |                 |
| 2008 | Twilight                                | Jessica Stanley        |                 |
| 2009 | Elsewhere                               | Sarah                  |                 |
| 2009 | The Marc Pease Experience               | Meg Brickman           |                 |
| 2009 | The Twilight Saga: New Moon             | Jessica Stanley        |                 |
| 2009 | Up in the Air                           | Natalie Keener         |                 |
| 2010 | Scott Pilgrim vs. The World             | Stacey Pilgrim         |                 |
| 2010 | The Twilight Saga: Eclipse              | Jessica Stanley        |                 |
| 2011 | 50/50                                   | Katherine McKay        |                 |
| 2011 | The Twilight Saga: Breaking Dawn Part 1 | Jessica Stanley        |                 |
| 2012 | The Company You Keep                    | Diana                  |                 |
| 2012 | End of Watch                            | Janet Taylor           |                 |
| 2012 | ParaNorman                              | Courtney Babcock (veu) |                 |
| 2012 | Pitch Perfect                           | Beca Mitchell          |                 |
| 2012 | What to Expect When You're Expecting    | Rosie Brennan          |                 |
| 2013 | Drinking Buddies                        | Jill                   |                 |
| 2013 | Rapture-Palooza                         | Lindsey Lewis          |                 |
| 2014 | Cake                                    | Nina Collins           |                 |
| 2014 | Happy Christmas                         | Jenny                  |                 |
| 2014 | Into the Woods                          | Cinderella             |                 |
| 2014 | The Last Five Years                     | Cathy Hiatt            |                 |
| 2014 | Life After Beth                         | Erica Wexler           |                 |
| 2014 | The Voices                              | Lisa                   |                 |
| 2015 | Digging for Fire                        | Alicia                 |                 |
| 2015 | Mr. Right                               | Martha McKay           |                 |
| 2015 | Pitch Perfect 2                         | Beca Mitchell          |                 |
| 2016 | El comptable                            | Dana Cummings          |                 |
| 2016 | Get a Job                               | Jillian Stewart        |                 |
| 2016 | The Hollars                             | Rebecca                |                 |
| 2016 | Mike and Dave Need Wedding Dates        | Alice                  |                 |
| 2016 | Trolls                                  | Poppy (veu)            |                 |
| 2017 | Pitch Perfect 3                         | Beca Mitchell          |                 |
| 2017 | Table 19                                | Eloise McGarry         |                 |
| 2018 | A Simple Favor                          | Stephanie Smothers     |                 |
| 2019 | The Day Shall Come                      | Kendra Glack           |                 |
| 2019 | Noelle                                  | Noelle Kringle         | Post-producció  |
| 2020 | Trolls World Tour                       | Poppy (veu)            | En producció    |
| 2020 | Stowaway                                | Levenson               | Post-production |

### Television
| Year | Title               | Role                      | Notes                                                              |
| ---- | ------------------- | ------------------------- | ------------------------------------------------------------------ |
| 2007 | Viva Laughlin       | Holly                     | Episode: "What a Whale Wants"                                      |
| 2009 | Fear Itself         | Shelby Johnson            | Episode: "The Spirit Box"                                          |
| 2012 | Family Guy          | Nora (veu)                | Episode: "Internal Affairs"                                        |
| 2013 | Comedy Bang! Bang!  | Ella mateixa              | Episode: "Anna Kendrick Wears A Patterned Blouse & Burgundy Pants" |
| 2014 | Saturday Night Live | Ella mateixa (amfitriona) | Episode: "Anna Kendrick/Pharrell Williams"                         |
| 2017 | Trolls Holiday      | Poppy (veu)               | TV special                                                         |
| 2019 | Human Discoveries   | Jane (veu)                | Main role, web series                                              |
| 2020 | Dummy               | Cody                      | Main role, web series                                              |
| 2020 | Love Life           | Darby Carter              | Paper principal, web series                                        |

### Vídeos musicals
| Any  | Títol                   | Paper          | Artista                                                                              |
| ---- | ----------------------- | -------------- | ------------------------------------------------------------------------------------ |
| 2010 | "Pow Pow"               | Shape Shifter  | LCD Soundsystem                                                                      |
| 2012 | "Do It Anyway"          | Secretary      | Ben Folds Five                                                                       |
| 2012 | "Starships"             | Herself        | Mike Tompkins with the cast and fans of Pitch Perfect                                |
| 2013 | "Cups (When I'm Gone)"  | Kitchen Worker | Herself                                                                              |
| 2017 | "Freedom! '90" / "Cups" | Beca Mitchell  | The Bellas from Pitch Perfect 3 and the Top 12 contestants of The Voice temporada 13 |

## Teatre
| Year | Title                | Role              | Notes               |
| ---- | -------------------- | ----------------- | ------------------- |
| 1998 | High Society         | Dinah Lord        | St. James Theatre   |
| 2003 | A Little Night Music | Fredrika Armfeldt | New York City Opera |